# Биљачићи
Биљачићи су насељено мјесто у Босни и Херцеговини у општини Завидовићи које административно припада Федерацији Босне и Херцеговине. Према попису становништва из 1991. у насељу је живјео 371 становник.

## Становништво
| Демографија | Демографија | Демографија |
| Година      | Становника  | Становника  |
| ----------- | ----------- | ----------- |
| 1948.       | 182         |             |
| 1953.       | 267         |             |
| 1961.       | 309         |             |
| 1971.       | 346         |             |
| 1981.       | 314         |             |
| 1991.       | 371         |             |